# 纤腿鳄属
纤腿鳄属（学名：Stenoscelida）是原鳄龙科的一属。属名指其后肢较为纤细。

## 下属物种
本属包括以下物种：
- 橙土纤腿鳄 Stenoscelida aurantiacus Müller, Garcia & Fonseca, 2022，种名指其发现地的土壤颜色。[2]